# Domschule Schleswig
Die Domschule Schleswig ist ein Gymnasium mit altsprachlichem Zweig in Schleswig. Sie wurde 1307 erstmals urkundlich erwähnt und ist somit die älteste Schule Schleswig-Holsteins, eine der ältesten Schulen im Norden Europas sowie eine der ältesten Schulen im gesamten deutschen Sprachraum.

## Geschichte

### Die Domschule als Ausbildungsstätte des klerikalen Nachwuchses im Mittelalter
Die Geschichte der Schleswiger Domschule ist eng mit der des Schleswiger Domes verbunden. Mit dem Bau des ersten Domes wurde nach der Gründung des Bistums Schleswig durch Kaiser Otto I. im Jahr 947 begonnen. Der Grundstein für den heutigen St. Petri-Dom wurde 1134 gelegt.
Über die mittelalterlichen Schule am Schleswiger Dom weiß man aufgrund der fehlenden Primärquellen wenig. Die Historiker vermuten, dass sie schon im 11. Jahrhundert existierte, mit hoher Wahrscheinlichkeit spätestens ab 1096, als das Domkapitel als Beirat des Bischofs eingerichtet wurde. Ihre erste urkundliche Erwähnung datiert aus dem Jahr 1307: In ihrem Testament hinterließ Cecilia Litle in diesem Jahr den Scholaren am Dom St. Peter einige Mark Silber.
Da es ausschließlich um die Ausbildung kirchlicher Nachwuchskräfte ging, werden vor allem Grundfertigkeiten im Lesen und Schreiben lateinischer Texte Gegenstand des Unterrichts gewesen sein, verbunden mit der Vermittlung biblischer und theologischer Inhalte. Mit Sicherheit ist es keine allgemeine Schule für die Bürger der Stadt Schleswig gewesen.

### Die Domschule alsGelehrtenschulezur Zeit der Reformation

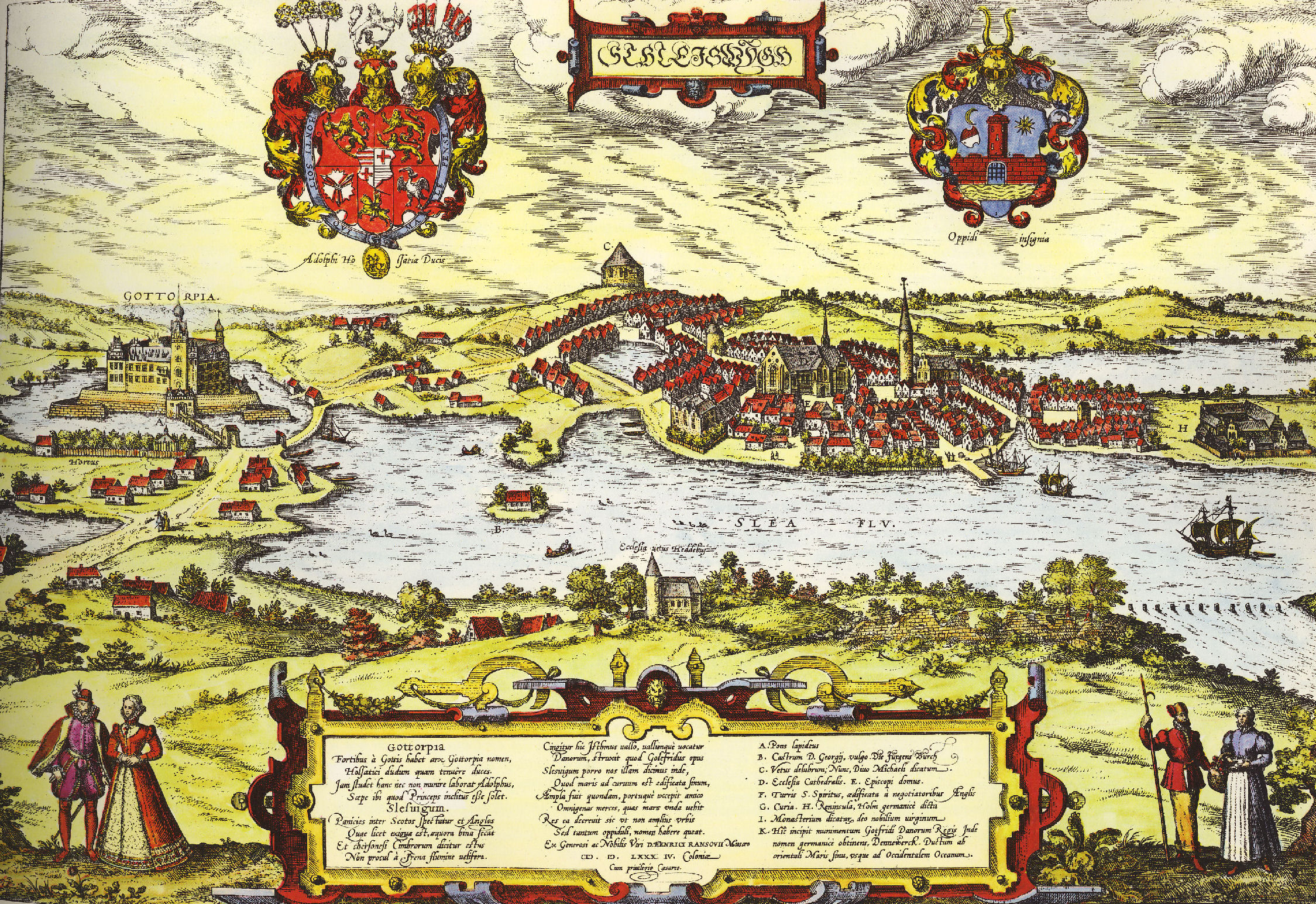
Stadtansicht Schleswigs um 1600

Dies ändert sich mit der Reformation Martin Luthers, welche in Norddeutschland vor allem von Johannes Bugenhagen vorangetragen wurde. Verbunden mit den Ideen des Humanismus entstand im 16. Jahrhundert das Bedürfnis, auch Gemeindemitglieder zu befähigen, ad fontes – zu den Quellen – kirchlicher und antiker Texte vorzudringen.
Neben Bürgerschulen sollten nun Lateinschulen und Gelehrtenschulen auch den Laien offenstehen, damit sie in theologischen Diskussionen in ihren Gemeinden qualifiziert mitreden könnten. Damit gewann neben dem Lateinischen das Griechische als Ursprungssprache des Neuen Testaments und auch das Hebräische einen Platz im Programm gehobener Schulen. Zugleich sollten diese Schulen auf das Studium an den immer zahlreicher werdenden Universitäten vorbereiten.
Der Versuch, anknüpfend an Bugenhagens Kirchenordnung von 1542 im 16. Jahrhundert aus der Schleswiger Domschule als Paedagogicum publicum, eine gemeinsame Landeshochschule für Schleswig-Holstein, erwachsen zu lassen, war nicht von Erfolg gekrönt. Die Landesteilung zwischen König Christian III. mit seinen Halbbrüdern Hans und Adolf I. 1544 verhinderte die Ausführung dieses Plans, da jeder der drei Herzöge lieber eine eigene höhere Schule wollte. Erst 1557 wurde mit der Schulordnung des Domschulrektors Michael Stanhufius die reformatorisch-humanistischen Akzente auch an der Schleswiger Domschule umgesetzt. Sie wurde jedoch nicht zur Gelehrtenschule ausgebaut.

### Die Domschule als Vorstufe zur schleswig-holsteinischen Landesuniversität
Erst 1808 gelang es dem damaligen Generalsuperintendenten Jacob Georg Christian Adler als kirchlichem Schulaufsichtsbeamten, eine Schulreform durchzusetzen, die aus der Domschule eine nach damaligen Maßstäben anerkannte „Gelehrtenschule“ machte, die sich aber noch in Vielem vom gleichzeitig entstehenden preußischen „Gymnasium“ unterschied. 1814 übernahm dann der Staat die Schulaufsicht über die Gelehrtenschulen von der Kirche – die Domschule Schleswig und das Christianeum in Altona wurden der dänischen Krone direkt unterstellt. Die Vorbereitung auf ein Universitätsstudium war nun eindeutige Aufgabe dieser Schulen.

### Die Domschule in der Zeit der Deutsch-Dänischen Kriege
Die Revolution von 1848 bedeutete für Schleswig-Holstein und Dänemark vor allem den offenen Ausbruch des Nationalitätenkonflikts in den Elbherzogtümern. Ein Blick auf die bekannten Domschüler dieser Zeit zeigt, dass ein beträchtlicher Teil der Hauptakteure der deutsch-gesinnten schleswig-holsteinischen Freiheitskämpfer bereits in ihrer Gymnasialzeit miteinander in Kontakt kamen. Die Schule litt stark unter den Folgen der Schleswig-Holsteinischen Erhebung. So sank die Schülerzahl von 135 (1847) auf 27 (Ostern 1851) und erholte sich danach nur langsam.
Nach 1850/51, als die Schleswig-Holsteinische Erhebung um Zugehörigkeit zu einem deutschen Nationalstaat vorerst gescheitert war, gab es intensive Versuche aus Kopenhagen, die Domschule zu „danisieren“. So wurden bei der Einstellung neuer Lehrer Reichsdänen deutschen Bewerbern aus den Herzogtümern Schleswig und Holstein eindeutig vorgezogen, erstmals wurde zudem Dänisch neben Deutsch und Latein zur Unterrichtssprache erhoben und die alten Klassenbezeichnungen (Oberprima, Secunda etc.) beseitigt. Weiters wurden über Dreiviertel des bisherigen Kollegiums auf Betreiben Kopenhagens ausgetauscht.

### DieKöniglich-Preußische Domschule
Als Schleswig-Holstein 1864/1866 preußische Provinz wurde, erfolgte die Wiedereinführung der alten Klassenbezeichnungen und die Wiedereinführung von Latein/Deutsch als einzigen Unterrichtssprachen. Schließlich erfolgte auch die räumliche Trennung vom Dom. An der Königstraße entstand für die nunmehr königlich-preußische Domschule ein neuer, repräsentativer Bau, der von den Ansprüchen der neuen Herrscher künden sollte. 1869 konnte das alte Domschulgebäude (Süderdomstraße 15) aufgegeben werden: 285 Schüler bezogen die 10 neuen Klassenräume an der Königstraße.
Von den Ideen Wilhelm von Humboldts, der zu Beginn des 19. Jahrhunderts die Entwicklung des preußischen Gymnasiums mit dem Ziel initiiert hatte, selbständig denkende Persönlichkeiten und Staatsbürger auszubilden, war zu diesem Zeitpunkt nicht mehr viel übrig. Auch im gymnasialen Unterricht haben sich vor allem Vorstellungen von Drill und Gehorsam durchgesetzt, fürchtet jedenfalls der damalige Domschuldirektor Keck.

### DieStaatliche Domschulein der Weimarer Republik und im Dritten Reich
Nach dem Ende des Ersten Weltkrieges und der Novemberrevolution 1918 wurde aus der „Königlichen Domschule“ die „Staatliche Domschule“. Intensive Auseinandersetzungen um reformpädagogische Ansätze wie den „Arbeitsunterricht“ prägen die Jahre der Weimarer Republik.
Ab 1933 hatte sich die Schule mit den Anforderungen des NS-Regimes auseinanderzusetzen. Natürlich wurden die Domschüler (fast alle) Mitglieder von Jungvolk und HJ. Unter den Lehrern gab es überzeugte Nationalsozialisten. Am 20. April wurde „Führers Geburtstag“ mit dem Horst-Wessel-Lied und entsprechenden Gedichten gefeiert. Aber zur Entlassungsfeier der Abiturienten standen ausschließlich Lieder aus dem evangelischen Gesangbuch auf dem Programm.
1937 wurde der altsprachliche Gymnasialzweig auf Weisung der Regierung eingestellt. Die Domschule wurde – mit entsprechender Umstellung der Lehrpläne – „Deutsche Oberschule“. Dem damaligen Direktor Heinrich Theune gelang es jedoch, den altsprachlichen Zweig mitten im Krieg 1941 wieder zu reaktivieren.

### Die Domschule als Gymnasium in der Gegenwart
Ab 1946 konnte der Schulbetrieb nach zwischenzeitlicher Zweckentfremdung des Gebäudes als Lazarett wieder regelmäßig stattfinden. Die Domschule wurde jetzt „Staatliche Oberschule für Jungen und Gymnasium“.
Eine Reihe größerer und kleinerer Anbauprojekte zwischen 1950 und 1970 zeugen vom Wandel der Schule in der Nachkriegszeit. Über Jahre hatten provisorisch gedachte Pavillons das Raumangebot ergänzt.
1957 feierte man das 650-jährige Jubiläum der ersten urkundlichen Erwähnung. Mit dem Schuljahr 1972/73 brachte die Einführung der Koedukation neue Herausforderungen in die von den Ausstrahlungen der 68er Unruhe verunsicherte Domschule.
Aber auch die Einführung der reformierten Oberstufe (damals noch „Studienstufe“) 1978 ließ die Schule nicht untergehen, ebenso wenig wie der Wechsel der Trägerschaft im Jahre 1982: Nun wurde aus der staatlichen Domschule ein „Gymnasium der Stadt Schleswig für Jungen und Mädchen mit altsprachlichem Zweig“.
Im Jahr 2007 wurde das 700-jährige Jubiläum schließlich mit einem feierlichen Festakt im Dom zu Schleswig begangen, welchem die einjährige akademische Vortragsreihe Non scholae, sed vitae discimus ehemaliger Domschüler vorausging.
2009 wurde schließlich die schuleigene Mensa gebaut und in Betrieb genommen, um den Ansprüchen eines Gymnasiums mit offenem Ganztagsangebot mit über 30 freiwilligen Arbeitsgemeinschaften gerecht zu werden.

## Gebäude

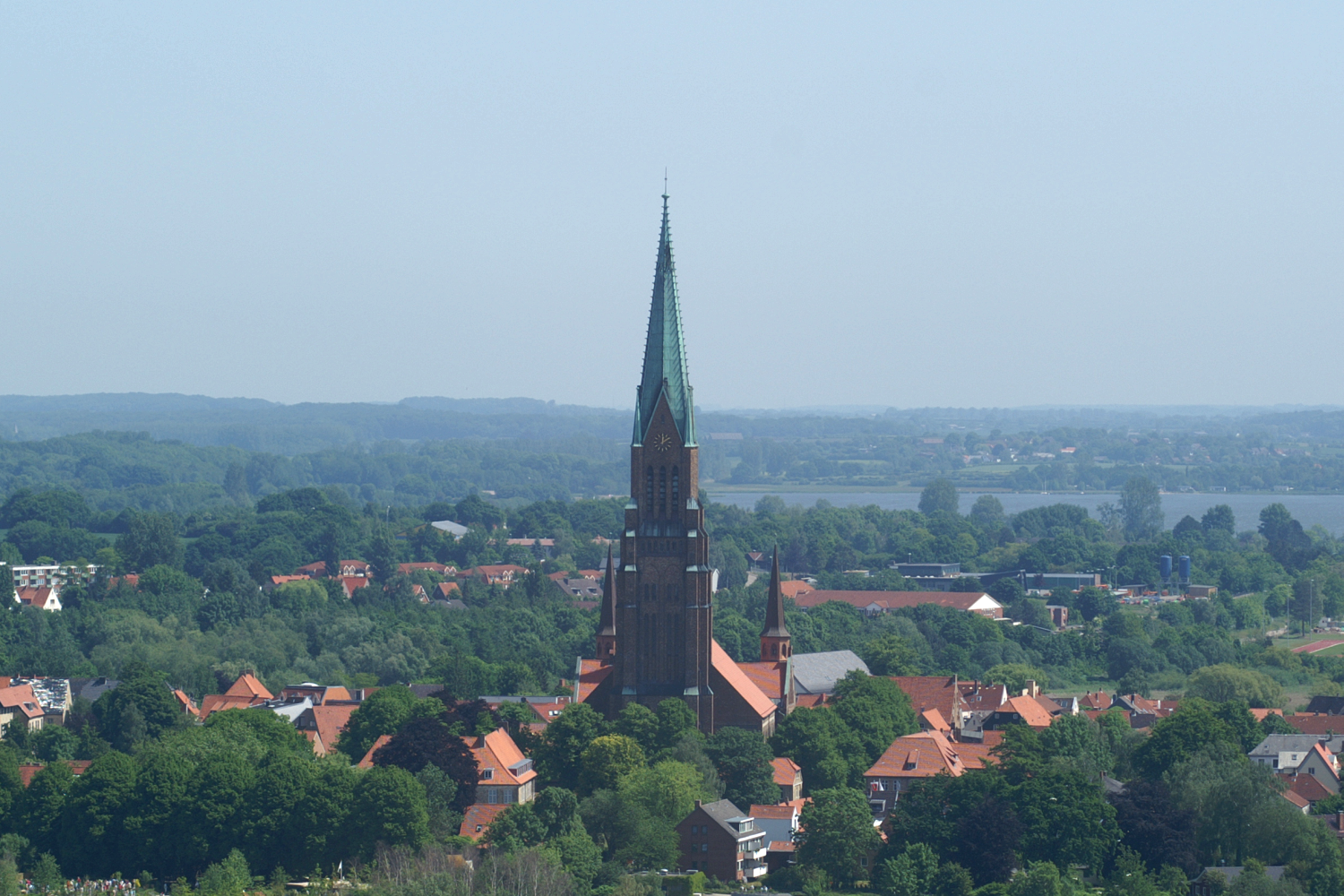
Der Schleswiger Dom

### St. Petri als ursprünglicher Sitz der Schule im Mittelalter
Ursprünglich war die Domschule direkt im romanischen Sankt-Petri-Dom, mit dessen Bau 1135 begonnen wurde und den man etwa 60 Jahre später fertigstellte, in der Altstadt von Schleswig untergebracht.
Um 1220/1230 wurde die Kanonikersakristei am nördlichen Querhaus errichtet. Dieser Raum diente dem Domkapitel zunächst als Versammlungsraum und Sakristei, nach 1567 der Domschule als Hörsaal.
Nach der Reformation erfolgte der Umbau zur Fürstengruft als Grablege der Gottorfer Herzöge. Das Grabmal für Herzog Friedrich III. ist eine Arbeit des flämischen Bildhauers Artus Quellinus I. aus dem Jahr 1654 und „das erste Zeugnis des Quellinus-Barock im Lande“.

### Der Hattensche Hof als Sitz von 1806 bis 1869

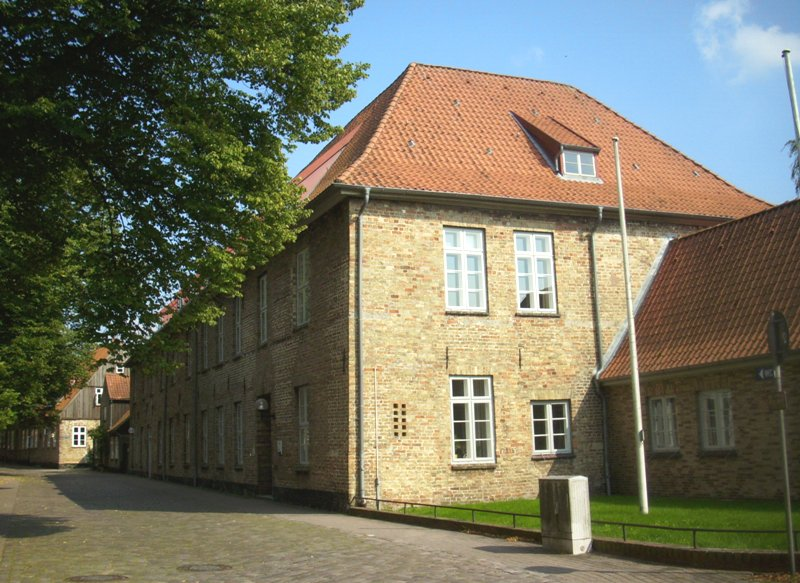
Der Hattensche Hof

Nachdem der Platz im Dom nicht mehr ausreichte, bezog die Domschule den Hattenschen Hof in der Süderdomstraße, der Ende des 16. Jahrhunderts auf dem Gelände des 1560 niedergelegten Schleswiger Dominikanerklosters errichtet wurde. Erster Eigentümer war Hofrat Johann Philipp von Hertinghausen, der das Gebäude im Jahr 1602 bezog.
Seinen Namen erhielt der Hattensche Hof von Hofrat Johann von Hatten, der ihn vom Erstbesitzer übernahm und in dessen Familienbesitz er über 100 Jahre lang blieb. Von 1720 bis 1805 wurde das Gebäude dann als Waisenhaus genutzt, von 1806 bis 1869 war hier schließlich die Domschule untergebracht. Danach zogen das Preußische Staatsarchiv und das Preußische Hochbauamt ein. Heute gehört das Gebäude der Schleswig-Holsteinischen Landesbauverwaltung.

### Die Königstraße seit 1869 der Sitz der Domschule

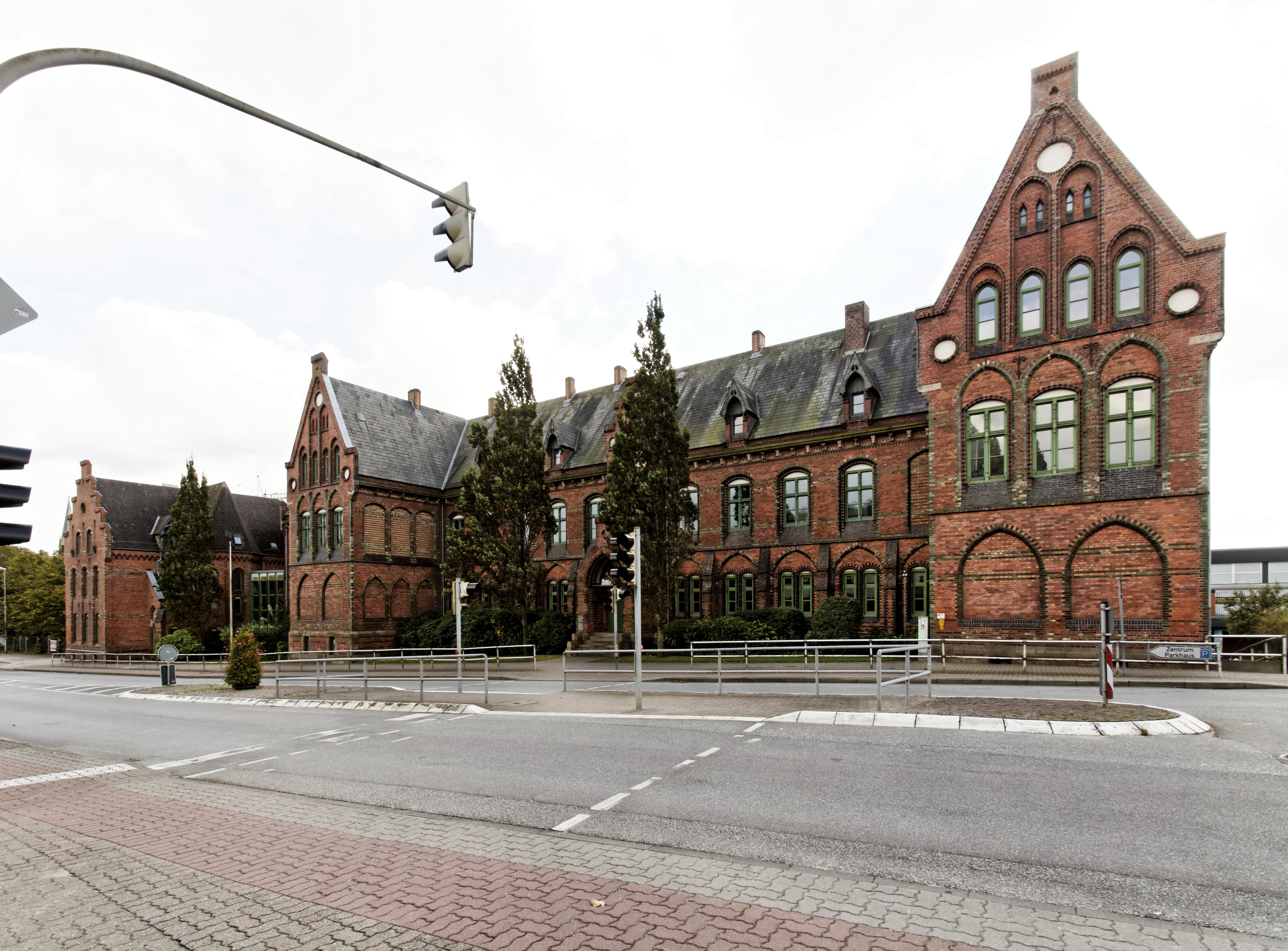
Heutiger Altbau der Domschule

Im Jahr 1869 bezog die Domschule schließlich ihren derzeitigen Sitz in der Königstraße. Dieser stellt ein Gebäude-Ensemble im neugotischen Stil dar, welcher für das Stadtbild der Schleistadt Schleswig kennzeichnend ist.
Am 1. Mai 1867 fand die feierliche Grundsteinlegung statt, unter anderem im Beisein von Generalleutnant von Manstein und des königlichen Regierungspräsidenten Freiherr von Zedlitz. Die Festpredigt hielt der damalige Dompropst Hansen.
Die Planung des Schulgebäudes begann bereits in den frühen 1860er Jahren (Beginn der Erdarbeiten: März 1866, Grundsteinlegung: 1. Mai 1867, Einweihung: 12. Oktober 1869, Schulbetrieb ab 13. Oktober 1869, Baukosten: 103.000 Mark, Wohnhaus Direktor: 25.700 Mark). Die ersten konkreten Pläne des Kieler Architekten Gustav Ludolf Martens vom März 1865 waren für das Michaelisfeld vorgesehen und orientierten sich eng an der Neuorganisation des Schulwesens in Schleswig-Holstein im 19. Jahrhundert auf preußischer Grundlage mit entsprechenden Bauvorschriften.
Zuständig für die Bauaufsicht und -genehmigung war der Königliche Bauinspektor Johann Friedrich Holm, der mit dem Baugrundstück und zum Teil auch mit den Bauplänen von Martens nicht einverstanden war.
Daraufhin forderte Martens seinen kompletten Entwurf zurück. Dieser Forderung kam Holm erst im Februar 1866 nach und reichte beim Entscheider, dem Gouverneur des Herzogtums Schleswig, Edwin von Manteuffel, eigene Bauentwürfe ein, die allerdings wesentlich auf die Pläne von Martens zurückgingen. Von Manteuffel genehmigte die Pläne Holms und ordnete an, den Bau am jetzigen Standort (damals Lüsingsches Grundstück oder Domziegelhof benannt) auszuführen. Die Genehmigung stammt vom 20. August 1866.
Seinen Befugnissen entsprechend beauftragte Holm den jungen Baumeister Eberhard Hillebrand mit der Bauausführung. Hillebrand beschäftigte als Subunternehmer die Maurermeister Jessen und Jürgensen sowie den Zimmermeister Lundt. Hillebrand führte mit Genehmigung Holms eigene Elemente in dessen Entwurf ein, die wesentlich für die Ansicht der Schule sind.
Später wurde das Schulgebäude durch mehrere Neubauvorhaben (neue Klassenräume, Sprachlabor, Computerräume etc.) ergänzt, um den modernen Ansprüchen neuerer Zeit zu genügen.
Der Altbau beinhaltet neben – vorwiegend von der Oberstufe genutzten – Klassenräumen und Kreuzgratgewölben, Säulen und Ornamenten eine imposante Schulaula, in welcher alle schulinternen festlichen Anlässe wie Einschulung, Abiturientenentlassung und Schulbälle gefeiert werden und welche regelmäßig als Ort für Ausstellungen und Aufführungen dient, auch eine Empfangshalle mit acht großen Gedenktafeln der in den Weltkriegen gefallenen Domschülern (131 im Ersten und 295 im Zweiten Weltkrieg) sowie unter Denkmalschutz stehende Wandmalereien des Künstlers Jan Laß.
Im Innenhof der Schule befindet sich ein Pavillon sowie ein Fischerbrunnen mit einer nahezu lebensgroßen bronzenen Statue eines Fischers.

## Bibliothek
Die Bibliothek der Domschule umfasst über 4000 Titel, vornehmlich des 18. und 19. Jahrhunderts. Hervorzuheben sind als Gruppen mit dem umfangreichsten Bestand Griechisch (jeweils Schriftsteller sowie Philologie umfassend, ca. 500 Titel), Lateinisch (600 Titel), Deutsch (400 Titel), Dänisch (350 Titel), Englisch (300 Titel), Deutsche Geschichte (220 Titel), Schleswig-Holsteinische Geschichte und Landeskunde (150 Titel), Geschichte außerdeutscher Völker und Staaten (180 Titel), Theologie (430 Titel), Pädagogik, Unterricht (320 Titel), Mathematik (200 Titel), übrige Naturwissenschaften (200 Titel), dazu etwa 150 Schulbücher aller Gebiete.
Die Bibliothek der Domschule Schleswig besitzt zudem etwa 15.000 Schulprogramme preußischer Schulen, die ursprünglich vom Provinzialschulkollegium stammen, das ebenfalls seinen Sitz in Schleswig hatte.
Da die Unterbringung im Schulgebäude als unzulänglich angesehen wurde, übergab die Schule 1981 den größten Teil ihrer Gymnasialbibliothek dem Landesarchiv Schleswig-Holstein, welches ebenfalls seinen Sitz in Schleswig hat und in welchem fortan der Domschulbestand gesondert und gemäß der alten Systematik der Domschul-Bibliothek aufgestellt wird.

## Schülervereine der Domschule

### Die Schülerverbindung der Domschule
Die Domschule besaß seit mindestens 1850 über mehrere Jahrzehnte hinweg eine eigene Schülerverbindung. Die Mitglieder dieser Secundaner-Verbindung trugen als Couleur Band und Mütze, da sie sich an den deutschen Studentenverbindungen orientierten. Bei der Sonderausstellung zum 700-jährigen Jubiläum der Domschule befasste sich ein Ausstellungsraum im eigens eingerichteten Museum nahe dem Schleswiger Dom und somit dem ursprünglichen Schulsitz mit dieser Schülerverbindung und zeigte als Exponate unter anderem Band und Mütze sowie ein Kommersbuch der Verbindung. Die Zahl der aktiven Mitglieder der Verbindung schrumpfte im Laufe der Zeit, sodass die Verbindung inzwischen suspendieren musste.

### Der Domschulruderclub

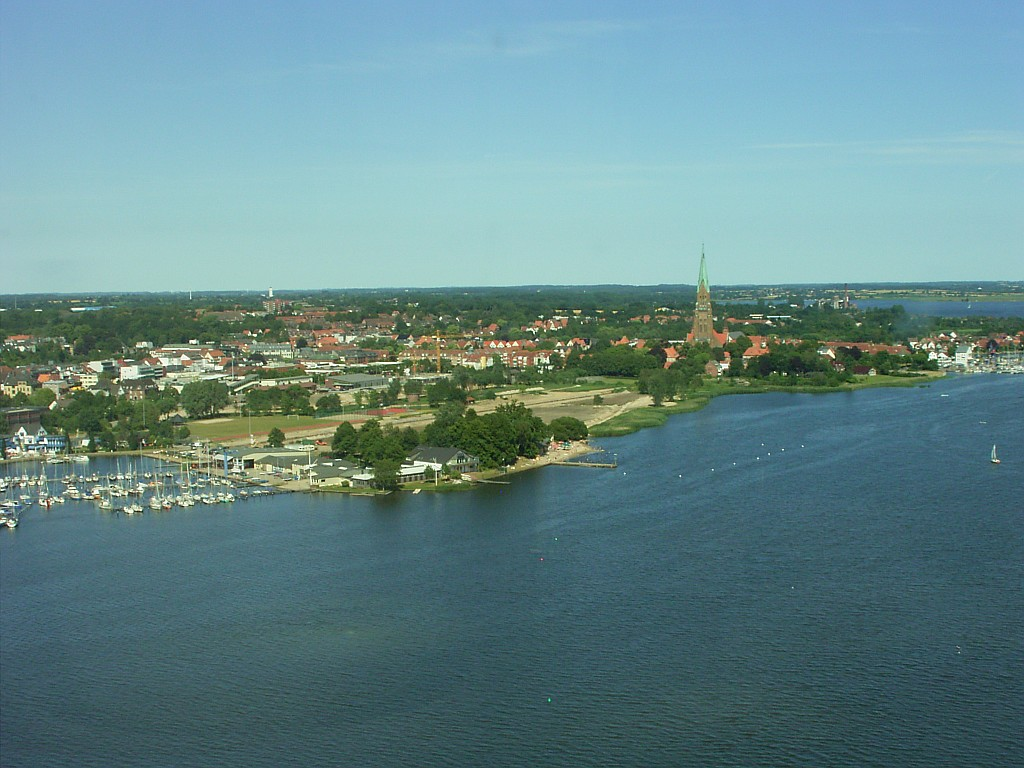
Die Schlei mit dem Clubhaus des DRC in der Bildmitte (der Neubau der Domschule befindet sich mittig am linken Bildrand)

Seit über 100 Jahren besitzt die Domschule ferner einen eigenen Ruderclub (DRC), dessen Clubhaus direkt an der Schlei gelegen ist und über einen eigenen Bootsanleger sowie über mehrere Rennboote verfügt.
1906 als Schülerruderriege (SRR) gegründet und 1968 als korporatives Mitglied in die Jugendabteilung des Domschulruderclubs aufgenommen ist die Schülerruderrige des Domschulruderclubs e.V. mit über 100 Mitgliedern die zurzeit größte Ruderriege in Schleswig-Holstein. Sie bietet Schülerinnen und Schülern der Domschule vom 5. bis zum 13. Jahrgang neben dem normalen Trainingsbetrieb mit Ruderlagern, Anfängerwochenenden, Wanderfahrten und gemeinsamem Grillen ein interessantes Freizeitangebot.
Hinzu kommt die enge Zusammenarbeit mit dem Landestrainerteam und dem Ruderinternat in Ratzeburg, wodurch auch Spitzenruderern Perspektiven für den Erfolg aufgezeigt werden. So erzielen regelmäßig Ruderer des DRC und der SRR Erfolge in prestigeträchtigen Bootsklassen (z. B. 2005 und 2006 jeweils die Silbermedaille bei den U-23-Weltmeisterschaften, ein Weltmeistertitel im Juniorinnenachter 1996, zahlreichen Siege bei Landesmeisterschaften und wiederholte Podestplätze beim EON-Hanse-Cup in Rendsburg sowie der Deutsche Meistertitel bei den U-17-Meisterschaften).

## Aktuelle Qualitätsbewertung der Domschule

### Kompetenzzentrum für Begabtenförderung
Im Jahr 2011 gehörte die Domschule zu den zehn Schulen Schleswig-Holsteins, welche mit dem Zertifikat als „Kompetenzzentren für Begabtenförderung“ von Seiten des Bildungsministeriums ausgezeichnet wurden.

### Die Bewertung der Domschule in der Pisastudie
Weiter schnitt die Domschule bei den internationalen PISA-Studien mit über 600 Punkten (Stand 2010) weitaus besser ab als andere deutsche Gymnasien und auch deutlich besser als der Durchschnitt der internationalen Vergleichs-Gymnasien.

## Bekannte Lehrkräfte der Domschule
Dem Lehrkörper der Domschule gehörten unter anderen folgende historische Persönlichkeiten an: Poul Cypræus (1536–1609), Joachim Rachel (1618–1669), Johannes Jonsius (1624–1659; Rektor 1656), Daniel Hartnack (1642–1708), Zacharias Stampeel (1654–1731), Jacob Georg Christian Adler (1756–1834), Gerhard Wilhelm Amandus Lempelius (1761–1846), Jacob Philipp Albrecht Jungclaussen, (1788–1860, Rektor von 1837 bis 1855), Christian Friedrich Callisen (1777–1861), Wilhelm Olshausen (1798–1835), Friedrich Lübker (1811–1867), August Mommsen (1821–1913), Carsten Redlef Volquardsen (1824–1875), Julius Langbehn (1851–1907), Hermann Eickhoff (1853–1934), sowie Paul Holz (1883–1938).

## Domschüler
- Christian Kortholt der Ältere (1633–1694), Professor der Theologie an der Christian-Albrechts-Universität zu Kiel
- Jacob Alberts (1860–1941), Professor der Kunst, Maler
- Elias Arndt (* 2004), Mitglied der Ostseeparlamentarierkonferenz[11]
- Georg Asmussen (1856–1933), Schriftsteller
- Waldemar Augustiny (1897–1979), Schriftsteller
- Adelbert Heinrich von Baudissin (1820–1871), Schriftsteller und Gründer bzw. Mitgründer der „Stadt Heilbrunn“ in den USA
- Georg Beseler (1809–1888), Professor der Rechtswissenschaften an den Universitäten Basel, Rostock, Greifswald und Berlin, Politiker (Mitglied der deutsch-gesinnten Schleswig-Holsteinischen Bewegung / Casino-Fraktion), Abgeordneter der Frankfurter Nationalversammlung, Vizepräsident und Mitglied des Preußischen Herrenhauses sowie Abgeordneter des Reichstages
- Wilhelm Beseler (1806–1884), Politiker (Mitglied der deutsch-gesinnten Schleswig-Holsteinischen Bewegung/Casino-Fraktion), Mitglied der Schleswigschen Ständeversammlung, Abgeordneter und Vizepräsident der Frankfurter Nationalversammlung, Präsident und Statthalter der provisorischen Regierung von Schleswig-Holstein von 1848 bis 1851
- Friedrich Bluhme (1797–1874), Professor der Rechtswissenschaften an den Universitäten Halle, Göttingen und Bonn
- Johann Adrian Bolten (1742–1807), lutherischer Theologe, Historiker, Schriftsteller und Bibelübersetzer
- Karl Nikolai Jensen Börgen (1843–1909), Astronom und Geophysiker
- Hans-Otto Borgmann (1901–1977), Komponist und Musikpädagoge
- Nicolaus Theodor Boysen (1797–1885), Pastor, 1848–1851 Abgeordneter der Schleswig-Holsteinischen Landesversammlung.
- Jörgen Bracker (* 1936), Direktor und Professor des Museums für Hamburgische Geschichte
- Johann Bröker (1806–1890), Politiker (Ständedeputierter der Geistlichkeit), Mitglied der Holsteinischen Ständeversammlung, Evangelisch-Lutherischer Theologe und Propst
- Johann Leonhard Callisen (1738–1806), evangelischer Theologe und Generalsuperintendent von Holstein
- Asmus Jacob Carstens (1754–1798), Maler des Klassizismus
- Johannes Christiansen (1809–1854), Professor der Rechtswissenschaften an der Universität Kiel, Politiker (Mitglied der deutsch-gesinnten Schleswig-Holsteinischen Bewegung), Mitglied der Holsteinischen Ständeversammlung
- Udo Corts (* 1955), Politiker (CDU), Abgeordneter im Landtag von Hessen, Staatssekretär im Innenministerium des Landes Hessen, Minister für Wissenschaft und Kunst in Hessen
- Jürgen Drews (* 1945), Schlagersänger
- Hans-Uwe Erichsen (* 1934), Professor der Rechtswissenschaftler und Rektor der Universität Münster, Altpräsident der deutschen Hochschulrektorenkonferenz
- Karl Esmarch (1824–1887), Professor der Rechtswissenschaften an den Universitäten Krakau und Prag
- Johannes Ewald (1743–1781), dänischer Dichter
- Berend Wilhelm Feddersen (1832–1918), Physiker
- Jakob Friedrich Feddersen (1736–1788), Domprediger am Braunschweiger Dom und Propst in Altona
- Asmus Finzen (* 1940), Professor der Psychiatrie an der Universität Hannover, Wissenschaftsjournalist
- Anton Franzen (1896–1968), Politiker (NSDAP), Mitglied des Deutschen Reichstags, braunschweigischer Landesminister für Inneres und Volksbildung
- Johannes Gaye (1804–1840), Kunsthistoriker
- Bernd Gottfriedsen (1911–1992), SS-Sturmbannführer, Legationsrat im Auswärtigen Amt und Lehrer
- Hans Holtorf (1899–1984), Theatergründer, Schriftsteller und Maler
- Ferdinand Hucho (1939–2023), Professor der Biochemie an den Universitäten Konstanz und Berlin, Mitglied des Vorstandes der Berlin-Brandenburgischen Akademie der Wissenschaften, Initiator und Mitautor des Ersten Deutschen Gentechnologieberichts
- Karl Heinrich Keck (1824–1895), Schriftsteller und Schulleiter
- Fritz Jaeckel (* 1963), sächsischer Staatsminister für Bundes- und Europaangelegenheiten und Chef der Staatskanzlei
- Claas P. Jambor, Rock- und Popmusiker
- Uwe Jensen (1943–2024), Politiker (SPD), Abgeordneter und Vizepräsident im Landtag von Schleswig-Holstein, Staatssekretär im Justizministerium des Landes Schleswig-Holstein
- Carl Jessen (1821–1889), Professor der Botanik an der Universität Greifswald
- Hauke Jöns (* 1961), Professor für Archäologie an der Universität Rostock
- Gerhard Köpke (1873–1953), Konsularbeamter, Ministerialdirektor im Auswärtigen Amt
- Christian Kortholt der Ältere (1633–1694), Professor für Griechisch und protestantische Theologie an den Universitäten Rostock und Kiel
- Hans Kudszus (1901–1977), Schriftsteller und Aphoristiker
- Georg Johann Theodor Lau (1813–1873), evangelischer Geistlicher und Kirchenhistoriker
- Walter Prüschenk von Lindenhofen (1857–1916), Politiker (FRP – Freikonservative Partei), Mitglied des Deutschen Reichstags
- Uwe Jens Lornsen (1793–1838), Vorkämpfer eines vereinten deutschen Schleswig-Holsteins
- Heinrich Lysius (1670–1731), Professor der Theologie und Rektor an der Universität Königsberg
- Gothart Magaard (* 1955), evangelisch-lutherischer Theologe, Bischof für den Sprengel Schleswig und Holstein der Evangelisch-Lutherischen Kirche in Norddeutschland
- Nicolaus Mattsen (1847–1924), Politiker (NLP – Nationalliberale Partei), Mitglied des Preußischen Abgeordnetenhauses und Mitglied des Deutschen Reichstags
- Christian Karl Meissner (1801–?), Theologe und Autor
- Hartmut Monien (* 1959), Professor für theoretische Physik an der Universität Bonn
- Kay Nehm (* 1941), Jurist, Generalbundesanwalt a. D.
- Norbert Nieszery (* 1960), Politiker (SPD), Abgeordneter im Landtag von Mecklenburg-Vorpommern
- Berthold Otto (1859–1933), Reformpädagoge und Gründer der Hauslehrerschule in Berlin-Lichterfelde
- Christian Tobias Petersen (* 1963), Linguist und Militärhistoriker
- Niclas Matthias Petersen (1798–1881), Gymnasiallehrer und Schriftsteller
- Ulrich Petersen (1656–1735), Rechtsanwalt und Historiker der schleswig-holsteinischen Geschichte
- Heinrich Philippsen (1858–1936), schleswig-holsteinischer Heimatforscher
- Dierk Puls (1913–1994), Schriftsteller und Germanist
- Edvard Rambusch (1846–1934), Politiker (Dänemark), Mitglied des Oberhauses des Reichstages
- Rudolph Reichmann (1821–1908), Wegbereiter der deutschen Presse in den USA
- Christoph Röcken (* 1962), Professor für Pathologie an der Christian-Albrechts-Universität zu Kiel, Prodekan der Medizinischen Fakultät
- Karl Friedrich Lucian Samwer (1819–1882), Professor der Rechtswissenschaften an der Universität Kiel
- Eckhard Sauerbaum (* 1938), Stadtpräsident in Kiel
- Ludwig Schmahl (* 1943), Professor der Rechtswissenschaften an der FH des Bundes, Leiter des Meisterstudiengangs „Europäisches Verwaltungsmanagement“, katholischer Diakon
- Wilhelm Alexander Schwollmann (1734–1800), evangelischer Theologe
- Günter H. Seidler (* 1951), Professor der Medizin der Universität Heidelberg
- Magnus Friedrich Steindorff (1811–1869), Politiker (Mitglied der deutsch-gesinnten Schleswig-Holsteinischen Bewegung/Erbkaiserliche Partei), Abgeordneter der Frankfurter Nationalversammlung
- Christian von Stemann (1816–1882), Jurist und Diplomat
- Hermann Tast (1490–1551), Reformator
- Gustav Ferdinand Thaulow (1817–1883), Professor der Philosophie an der Universität Kiel und Begründer des Thaulow-Museums
- Nikolaus Thomsen (1803–1872), evangelischer Theologe
- Hans-Hermann Tiedje (* 1949), Journalist, u. a. ehemaliger Chefredakteur „Bild“ und „Bunte“, Berater von Bundeskanzler H. Kohl, TV-Moderator, Vorstandsvorsitzender WMP EuroCom
- Marcus Tönsen (1772–1861), Professor der Rechtswissenschaften an der Universität Kiel
- Ekkehard Winterfeldt (1932–2014), Professor der Chemie an der Universität Hannover, Altpräsident der Gesellschaft Deutscher Chemiker und Mitglied der Deutschen Akademie der Naturforscher Leopoldina
- Heinrich Wolff (1909–1975), Politiker (CDU), Abgeordneter im Landtag von Schleswig-Holstein